# Zapicán
Zapicán és una localitat de l'Uruguai, ubicada al nord del departament de Lavalleja. Té una població aproximada de 553 habitants, segons les dades del cens del 2011.
Es troba a 203 metres sobre el nivell del mar.
| 1963 | 1975 | 1985 | 1996 | 2004 |
| ---- | ---- | ---- | ---- | ---- |
| 843  | 759  | 672  | 602  | 640  |